# Quentin Doumayrou
Pas d'image ? Cliquez ici

a Compétitions nationales et continentales officielles uniquement.

Dernière mise à jour le 6 juillet 2011.
Quentin Doumayrou, né le 6 avril 1988 à Montpellier, est un joueur de rugby à XV français évoluant au poste d'ailier au sein de l'effectif de l'AS Béziers. Il est le fils de Serge Doumayrou qui a soulevé le Bouclier de Brennus en 1983 avec Béziers, et le frère aîné de Geoffrey Doumayrou.

## Carrière
Quentin Doumayrou est formé au Montpellier Hérault rugby. Il joue son premier match professionnel le 25 septembre 2010 en rentrant à la 74e minute de la rencontre Montpellier - La Rochelle pour le compte de la 8e journée du Top 14 (victoire 26 à 6).

## Clubs successifs
- 2010-2011 : Montpellier Hérault rugby
- depuis 2011 : Association sportive de Béziers Hérault

## Palmarès
- Vice-champion de France en 2011 avec le Montpellier Hérault rugby.